# 아흐리크 츠베이바
아흐리크 소크라토비치 츠베이바(러시아어: Ахрик Сократович Цвейба, 1966년 9월 10일, 구다우타 ~)는 소련의 전 축구 선수로, 선수 시절 포지션은 수비수였다.
디나모 수후미, SKA 하바롭스크 (SKA Khabarovsk), 디나모 트빌리시, 디나모 키예프, KAMAZ 네베레즈니예 첼니 (KAMAZ Naberezhnye Chelny), 칭다오 하이뉴 (Qingdao Hainiu), 감바 오사카, 알라니야 블라디캅카스, 첸웨이 환다오, 우랄란 엘리스타 (Uralan Elista), 디나모 모스크바, AEK 라르나카에서 선수 생활을 하였다.
1990년부터 1991년까지 소련 축구 국가대표팀에서 18경기 1골을 기록했으며, 소련의 붕괴 이후 독립국가연합 축구 국가대표팀, 우크라이나 축구 국가대표팀, 러시아 축구 국가대표팀에서도 선수 생활을 하였다.